# دهستان زاینده‌رود جنوبی
دهستان زاینده‌رود جنوبی، دهستانی از توابع بخش شیدا شهرستان بن در استان چهارمحال و بختیاری ایران است.

## جمعیت
براساس سرشماری سال ۱۳۸۵ جمعیت آن ۲۶۲۰نفر (۱٬۲۴۷ خانوار) بوده‌است.